# Ноє цюрхер цайтунг
«Neue Zürcher Zeitung» (скорочення — NZZ (НЦЦ); укр. Нова Цюрихська газета) — швейцарська німецькомовна щоденна газета, яка видається в Цюриху з 1780 року. Газету заснував Соломон Гесснер під назвою «Zürcher Zeitung» (укр. Цюрихська газета), з 1821 року видання має нинішню назву. «Neue Zürcher Zeitung» висвітлює світову політику, економіку та культуру. Політична орієнтація — лібералізм, близький до програми Радикально-демократичної партії Швейцарії. З 2002 року запроваджено недільний додаток NZZ am Sonntag (укр. НЦГ в неділю), що має більш розважальний характер.

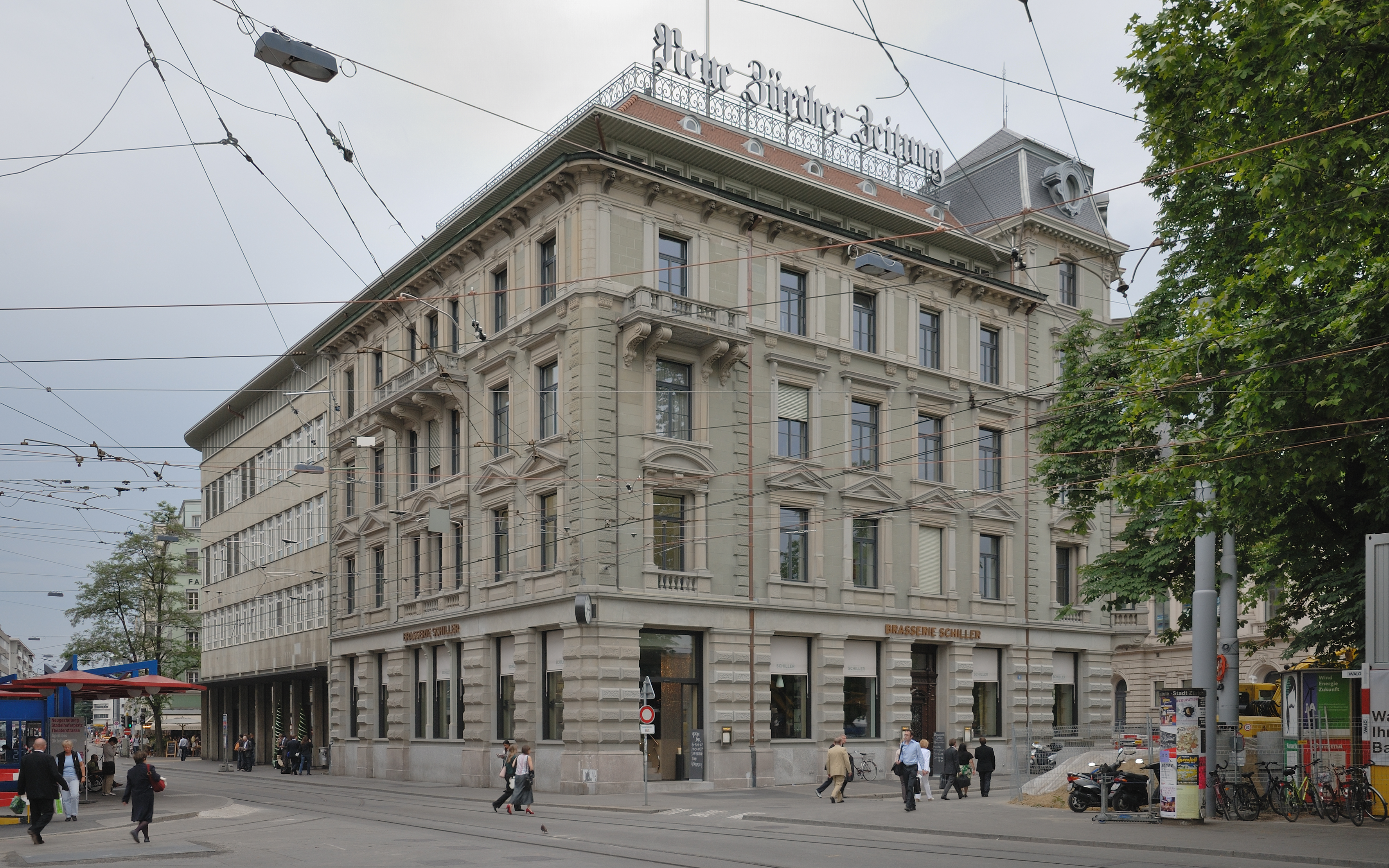
Головний офіс газети

Газета вирізняється консервативним дизайном, який, за винятком відмови від готичного шрифту, майже не змінився з 1930-х років. Кольорові фотографії в газеті з'явилися тільки у 2000-х.
У 1979 році «Neue Zürcher Zeitung» разом з німецькою газетою «Die Zeit» («Час») була нагороджена премією «Еразмус» за внесок у європейську культуру.
У 2005 році всі номери газети, випущені за час її існування, були оцифровані. У підсумку був створений архів з приблизно двох мільйонів зображень об'ємом близько 70 терабайт. Однак він доступний тільки для працівників газети.
8 червня 2012 року на честь повного переходу в онлайн-формат газета надрукувала головну сторінку останнього паперового номера бінарним кодом. Окрім дати, номера, ціни, сайту газети та реклами, головна сторінка «написана» нулями та одиницями. Змістовно тексту на цій сторінці насправді немає — кодування на першій шпальті газети є випадковим набором нулів та одиниць, а не перекладом слів на двійкову систему.